# Sahan Dosova
Sahan Dosova o Sajan Dosova (kazajo: Сaxaн Дocoвa) (el 27 de marzo de 1879? – †9 de mayo de 2009) era una mujer de Kazajistán cuya longevidad opta a estar entre las personas que más han vivido.

## Reclamación de longevidad
Si la fecha de nacimiento que reivindicaba (27 de marzo de 1879) es exacta, Dosova habría tenido 130 años y 43 días de edad en el momento de su muerte el 9 de mayo de 2009. Sería 8 años mayor que Jeanne Calment, una francesa que murió en 1997 con la edad de vida más larga confirmada en la historia, 122 años y 164 días.

### Duda
El caso de Dosova fue descubierto por primera vez durante un censo en Kazajistán. Sin embargo, existen dudas sobre las afirmaciones hechas en nombre de Dosova porque no tenía un certificado de nacimiento y era común que las personas a la vez para compensar su propia fecha de nacimiento.

## Muerte
Dosova falleció el 9 de mayo de 2009, a la edad de 130 años, alrededor de un mes después de sufrir una rotura de cadera debida a que se resbaló y cayó en el piso del baño del apartamento dotado para ella a causa de su vejez.

## Vida personal
En una entrevista realizada en marzo de 2009, Sahan Dosova había dicho: "No tengo ningún secreto especial. Nunca he tomado pastillas y si estaba enferma, he usado remedios de la abuela para que me curara. Nunca he comido dulces". Pero confesó que amaba el Kurt, un manjar local hecho de sal seca, queso cottage y talkan (trigo molido). Casada en dos ocasiones, Dosova quedó viuda en la batalla de Stalingrado durante la Segunda Guerra Mundial. Sólo tres de sus hijos siguen vivos. Ella atribuía su larga vida a su sentido del humor. Su hija Dosava tiene 76 años, por lo que ella tenía 54 años de edad cuando dio a luz. De acuerdo a su cuidador y nieta mayor, Sahan creció como una huérfana durante su infancia y en los años infantiles.